# Dolné Saliby
Dolné Saliby (Hongaars: Alsószeli) is een Slowaakse gemeente in de regio Trnava, en maakt deel uit van het district Galanta.
Dolné Saliby telt 1.987 inwoners. Tijdens de volkstelling in 2011 had de gemeente 1933 inwoners waarvan 1383 Hongaren en 530 Slowaken.
In 2021 werd een nieuwe volkstelling gehouden in Slowakije, Dolné Saliby had toen 2.020 inwoners, 1400 Hongaarstaligen (69,31%) en 546 Slowaakstaligen.
Tot de Tweede Wereldoorlog was de bevolking uitsluitend Hongaars. In de jaren 1946-1948 werd een deel van de Hongaarstalige bevolking gedwongen te verhuizen naar Hongarije tijdens de Tsjechoslowaaks-Hongaarse bevolkingsruil. Hun plek werd ingenomen door Slowaken die vrijwillig vanuit Hongarije naar Tsjechoslowakije kwamen.

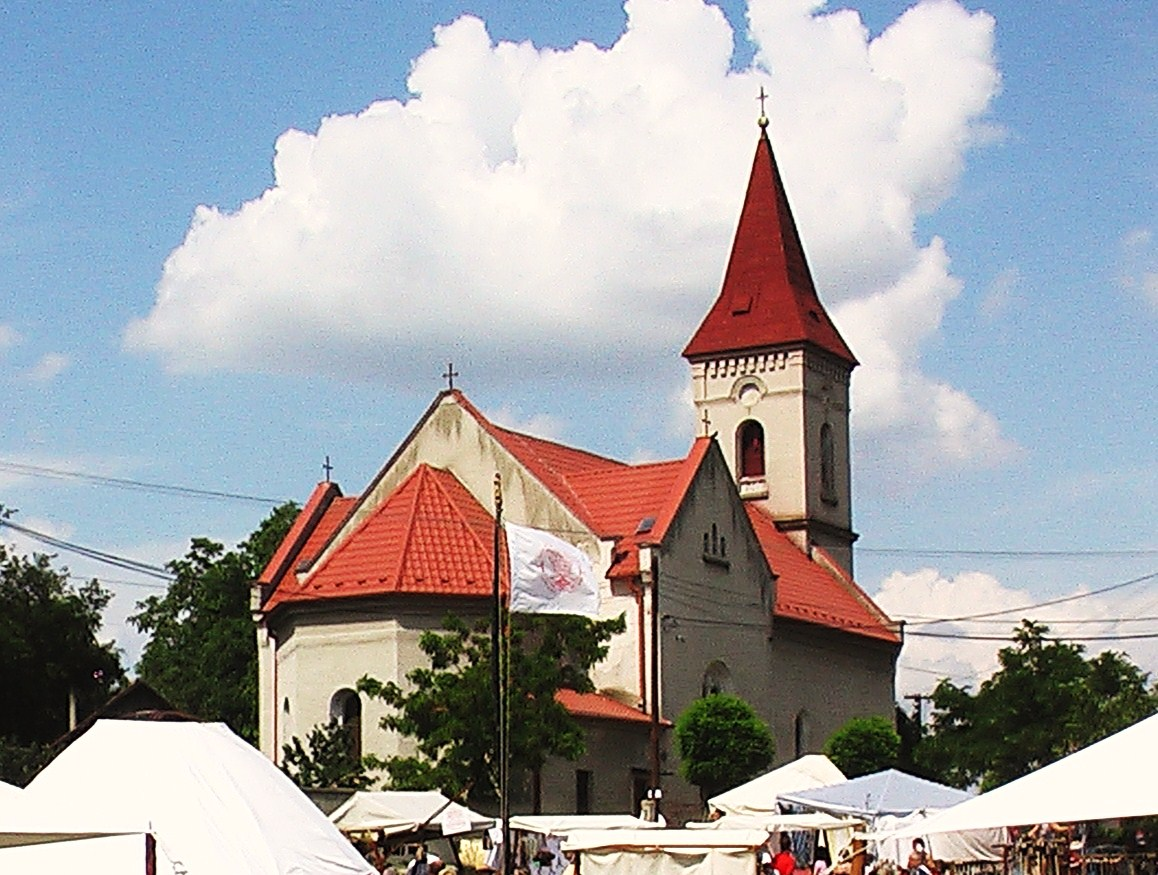
Dolné Saliby